# 浦尾岳大
浦尾 岳大（うらお たけひろ、1990年2月3日 - ）は、日本の声優、俳優。神奈川県出身。アクロスエンタテインメント所属。

## 略歴
小学生の時にアニメを見ており、キャラクターの声まねをして遊んでいたという。ある時、親から「その声は声優が当てているんだよ」と教えられたという。それまではキャラが存在して声を出していると思っていたため、驚き、職業としての声優は「楽しそうだな」と思っていたという。
その後、大学に通うようになり、やりたいこともなかった時に、昔声優に興味を持っていたことを思い出し、目指すようになったという。
2024年3月31日までは尾木プロ THE NEXTに所属していた。同年4月1日にアクロスエンタテインメントに移籍した。

## 人物
趣味は自転車で遠乗り（神奈川 - 北海道）、ピアノ。特技は鼻声歌マネ。
憧れの先輩声優は、山口勝平を挙げている。

## 出演
太字はメインキャラクター。

### テレビアニメ
2015年
- 純情ロマンチカ3（剣道部員、友人B、宅配屋）

2017年
- アイドルマスター SideM（兜大吾）

2018年
- パズドラクロス（SDF隊員）
- 刻刻（佐河〈青年〉）
- カードファイト!! ヴァンガード（2018年 - 2019年、対戦相手A、ブラスター・ダガー、常連B） - 2シリーズ
- アイドルマスター SideM 理由あってMini!（兜大吾）
- BORUTO-ボルト- NARUTO NEXT GENERATIONS（2018年 - 2019年、セキエイ）

2019年
- けだまのゴンじろー（町の人）

2020年
- 半妖の夜叉姫（2020年 - 2022年、翡翠） - 2シリーズ

2021年
- 月とライカと吸血姫（セミョーン・アダモフ）

2022年
- からかい上手の高木さん3（中島）
- 4人はそれぞれウソをつく（ナンパ男1）

2024年
- 変人のサラダボウル（斉藤）
- ドラえもん（テレビ朝日版第2期）（哲学者②）
- 夏目友人帳 漆（祓い屋、的場門弟）

2025年
- 想星のアクエリオン Myth of Emotions（天翅族、街の人）
- 公女殿下の家庭教師（近衛騎士D）

### 劇場アニメ
- 劇場版 からかい上手の高木さん（2022年）

### Webアニメ
- ULTRAMAN（2019年、安藤、一年生、傭兵）

### ゲーム
2015年
- サウザンドメモリーズ（遥宮の彷術師ジェド、朧漠の義士ジャハル）

2016年
- アイドルマスター SideM（2016年 - 2023年、兜大吾）

2017年
- アイドルマスター SideM LIVE ON ST@GE!（2017年 - 2020年、兜大吾）
- モンスターストライク（2017年 - 2025年、バーソロミュー・ロバーツ、焔摩天）

2018年
- 天涯ニ舞ウ、粋ナ花

2019年
- 幻獣契約クリプトラクト（2019年 - 2022年、イシュハルト、キクヅキ）

2021年
- アイドルマスター ポップリンクス（兜大吾）
- アイドルマスター SideM GROWING STARS（2021年 - 2023年、兜大吾）

2024年
- 妖怪ウォッチ ぷにぷに（キメラウォッチ<思念体>）
- 東京ディバンカー（ルーカス・エラント）

### 吹き替え

#### 映画
- ハリケーンアワー（2014年、エンゲル）

#### アニメ
- リトル・ニンジャ 市松模様の逆襲（2021年、アレックス[15]）

### ドラマCD
- THE IDOLM@STER SideM ST@RTING LINE （2016年、兜大吾）
  - 13 もふもふえん
  - 14 F-LAGS
- アイドルマスター SideMドラマCD ビーストクロニクル ～Risin’ Soul～（2020年、兜大吾）
- THE IDOLM@STER SideM NEW STAGE EPISODE（2021年、兜大吾）
  - 13 S.E.M
  - 15 F-LAGS
- ボイスドラマ零次元アイドル“氷雨”[冷たい雨]（2021年、枕野音鶴[16]）

### オーディオドラマ
- アイドルマスター SideM「315 PASSION CONTENTS」『CONNECT WITH MUSIC! SWEET HEART LETTERS』（2024年、兜大吾）

### テレビ番組
※はインターネット配信。
- こえはる寮101号室（2019年 - 2020年、YouTube※）[17]

### 映画
- 青鬼（2014年、高校生）

### ラジオ
※はインターネット配信。
- アイドルマスター SideM ラジオ 315プロNight!（2018年 - 2019年、2020年、ニコニコ生放送※）
- 汐谷・浦尾の変身☆男子（2018年 - 2020年、音泉※）[18]
- 月刊 新・男前通信（2019年、文化放送モバイルplus）51代目パーソナリティ
- 浦尾岳大と菊池勇成のちゃっと☆ま～けっと（2020年 - 、ラジ友※）[19]
- THE G.O.A.T.（2024年10月25日 - 11月22日・2025年1月10日、JFNC）※帆世雄一の代演[20][21][22][23]

### 舞台
- 劇団ゲキネク テケテケ西遊記（2017年、脚本、Dチーム）
- 劇団ゲキネク バーチャル骨董屋むくた（2018年、Bチーム）
- toshiLOG vol.2 朗読劇 「恋約」（2018年）
- 桜田ファミリー物語（2019年、桜田ケンジ）
- 舞台 「デストルドー9 -絶望を生き残れ-」（2019、年二階堂優）
- THE IDOLM@STER SideM PASSIONABLE READING SHOW -超常事変〜対立スル正義〜-（2023年3月12日、兜大吾[24]）
- 朗読劇「二階堂優の事件簿〜アフロディーテの薔薇〜」（2023年、二階堂優[25]）
- スプリングマン新作舞台「九十九想太の生活」（2024年）[26]

### その他コンテンツ
- 人狼バトル lies and the truth 2020 FEBRUARY〜人狼VSプリズナー〜（2020年）

## ディスコグラフィ

### キャラクターソング
| 発売日   | 商品名                                                                          | 歌 | 楽曲                                                                      | 備考                                                                                               |
| 2016年   | 2016年                                                                          | 2016年 | 2016年                                                                    | 2016年                                                                                             |
| -------- | ------------------------------------------------------------------------------- | --- | ------------------------------------------------------------------------- | -------------------------------------------------------------------------------------------------- |
| 10月26日 | THE IDOLM@STER SideM ST@RTING LINE -14 F-LAGS                                   | F-LAGS | 「夢色VOYAGER」 「With...STORY」 「DRIVE A LIVE」                         | ゲーム『アイドルマスター SideM』関連曲                                                             |
| 2017年   |                                                                                 | |                                                                           | |
| 2月1日   | Beyond The Dream                                                                | 315プロダクション所属アイドル | 「Beyond The Dream」                                                      | ゲーム『アイドルマスター SideM』テーマソング                                                       |
| 2月1日   | Beyond The Dream                                                                | 315プロダクション所属アイドル（フィジカル） | 「Beyond The Dream」                                                      | ゲーム『アイドルマスター SideM』テーマソング                                                       |
| 10月18日 | THE IDOLM@STER SideM ORIGIN@L PIECES 08                                         | 兜大吾（浦尾岳大） | 「HANAMARU LIFE」                                                         | ゲーム『アイドルマスター SideM』関連曲                                                             |
| 2018年   |                                                                                 | |                                                                           | |
| 2月14日  | THE IDOLM@STER SideM 3rd ANNIVERSARY DISC 02 FRAME & もふもふえん & F-LAGS      | F-LAGS | 「♡Cupids!」                                                              | ゲーム『アイドルマスター SideM』関連曲                                                             |
| 2月14日  | THE IDOLM@STER SideM 3rd ANNIVERSARY DISC 02 FRAME & もふもふえん & F-LAGS      | FRAME、もふもふえん、F-LAGS | 「Compass Gripper!!!」                                                    | ゲーム『アイドルマスター SideM』関連曲                                                             |
| 2月24日  | THE IDOLM@STER SideM 3rd ANNIVERSARY SOLO COLLECTION 02                         | 兜大吾（浦尾岳大） | 「♡Cupids!」                                                              | ゲーム『アイドルマスター SideM』関連曲                                                             |
| 10月3日  | THE IDOLM@STER SideM WORLD TRE@SURE 04                                          | 御手洗翔太（松岡禎丞）、渡辺みのり（高塚智人）、大河タケル（寺島惇太）、兜大吾（浦尾岳大） | 「千客万来ニーハオサァカス！」 「MEET THE WORLD!（CHINA Ver.）」          | ゲーム『アイドルマスター SideM LIVE ON ST@GE!』関連曲                                              |
| 11月14日 | THE IDOLM@STER SideM WakeMini! MUSIC COLLECTION 01                              | 315 STARS（フィジカル Ver.） | 「LET'S GO!!」                                                            | テレビアニメ『アイドルマスター SideM 理由あってMini!』エンディングテーマ                           |
| 2019年   |                                                                                 | |                                                                           | |
| 3月15日  | THE IDOLM@STER SideM WakeMini! SOLO COLLECTION 01 PHYSICAL Ver.                 | 兜大吾（浦尾岳大） | 「LET'S GO!!」                                                            | テレビアニメ『アイドルマスター SideM 理由あってMini!』関連曲                                       |
| 5月10日  | THE IDOLM@STER SideM 4th ANNIVERSARY DISC「LIVE in your SMILE / DREAM JOURNEY」 | DRAMATIC STARS、Jupiter、Beit、High×Joker、Café Parade、もふもふえん、F-LAGS | 「DREAM JOURNEY」                                                         | ゲーム『アイドルマスター SideM』関連曲                                                             |
| 12月18日 | THE IDOLM@STER SideM 5th ANNIVERSARY DISC 01 PRIDE STAR                         | 315 ALLSTARS | 「PRIDE STAR」 「DRIVE A LIVE」 「Reason!!」 「GLORIOUS RO@D」            | ゲーム『アイドルマスター SideM』関連曲                                                             |
| 2020年   |                                                                                 | |                                                                           | |
| 1月22日  | THE IDOLM@STER SideM 5th ANNIVERSARY DISC 02 DRAMATIC STARS&神速一魂&F-LAGS     | F-LAGS | 「Waving FLAGS」                                                          | ゲーム『アイドルマスター SideM』関連曲                                                             |
| 1月22日  | THE IDOLM@STER SideM 5th ANNIVERSARY DISC 02 DRAMATIC STARS&神速一魂&F-LAGS     | DRAMATIC STARS、神速一魂、F-LAGS | 「Fine Day! Find Way!」                                                   | ゲーム『アイドルマスター SideM』関連曲                                                             |
| 3月6日   | THE IDOLM@STER SideM 5th ANNIVERSARY UNIT COLLECTION -PRIDE STAR-               | F-LAGS | 「PRIDE STAR」                                                            | ゲーム『アイドルマスター SideM』関連曲                                                             |
| 8月26日  | THE IDOLM@STER SideM 5th ANNIVERSARY SOLO COLLECTION 01                         | 兜大吾（浦尾岳大） | 「Waving FLAGS」                                                          | ゲーム『アイドルマスター SideM』関連曲                                                             |
| 10月21日 | ビーストクロニクル 〜Risin' Soul〜                                              | 大河タケル（寺島惇太）、古論クリス（駒田航）、秋山隼人（千葉翔也）、橘志狼（古畑恵介）、舞田類（榎木淳弥）、兜大吾（浦尾岳大） | 「Braver Beat」                                                           | ゲーム『アイドルマスター SideM』関連曲                                                             |
| 2021年   |                                                                                 | |                                                                           | |
| 2月7日   | THE IDOLM@STER SideM UNIT COLLECTION -MEET THE WORLD!-                          | 315 ALLSTARS | 「MEET THE WORLD!」                                                       | ゲーム『アイドルマスター SideM』関連曲                                                             |
| 2月7日   | THE IDOLM@STER SideM UNIT COLLECTION -MEET THE WORLD!-                          | F-LAGS | 「MEET THE WORLD!」                                                       | ゲーム『アイドルマスター SideM』関連曲                                                             |
| 4月7日   | THE IDOLM@STER SideM NEW STAGE EPISODE:15 F-LAGS                                | F-LAGS | 「Hope's Journey」 「NEXT STAGE!」                                        | ゲーム『アイドルマスター SideM』関連曲                                                             |
| 7月21日  | THE IDOLM@STER SideM ST@RTING LINE -BEST                                        | F-LAGS | 「夢色VOYAGER（SL BEST Ver.）」 「With...STORY（SL BEST Ver.）」          | ゲーム『アイドルマスター SideM』関連曲                                                             |
| 9月29日  | THE IDOLM@STER SideM GROWING SIGN@L 01 Growing Smiles!                          | 315 ALLSTARS | 「Growing Smiles!」 「DRIVE A LIVE」 「Beyond The Dream」 「NEXT STAGE!」 | ゲーム『アイドルマスター SideM GROWING STARS』関連曲                                               |
| 2022年   |                                                                                 | |                                                                           | |
| 1月8日   | THE IDOLM@STER SideM UNIT COLLECTION -Growing Smiles!-                          | F-LAGS | 「Growing Smiles!」                                                       | ゲーム『アイドルマスター SideM GROWING STARS』関連曲                                               |
| 3月12日  | THE IDOLM@STER SideM PASSION@TE FORMATION -PHYSICAL-                            | 315 STARS（フィジカルVer.） | 「RED HOT BEAT!!」                                                        | ゲーム『アイドルマスター SideM GROWING STARS』関連曲                                               |
| 3月12日  | THE IDOLM@STER SideM PASSION@TE FORMATION -PHYSICAL-                            | 兜大吾（浦尾岳大） | 「RED HOT BEAT!!」                                                        | ゲーム『アイドルマスター SideM GROWING STARS』関連曲                                               |
| 8月3日   | THE IDOLM@STER SideM GROWING SIGN@L 10 F-LAGS                                   | F-LAGS | 「Made in「♪」」 「Casually!」 「DRIVE A LIVE」                           | ゲーム『アイドルマスター SideM GROWING STARS』関連曲                                               |
| 12月3日  | THE IDOLM@STER SideM GROWING SIGN@L SOLO COLLECTION 02                          | 兜大吾（浦尾岳大） | 「Made in「♪」」                                                          | ゲーム『アイドルマスター SideM GROWING STARS』関連曲                                               |
| 12月21日 | THE IDOLM@STER SideM GROWING SIGN@L 15 Take a StuMp!                            | 315 ALLSTARS | 「Take a StuMp!」                                                         | ゲーム『アイドルマスター SideM GROWING STARS』関連曲                                               |
| 2023年   |                                                                                 | |                                                                           | |
| 2月11日  | THE IDOLM@STER SideM UNIT COLLECTION -Take a StuMp!-                            | F-LAGS | 「Take a StuMp!」                                                         | ゲーム『アイドルマスター SideM GROWING STARS』関連曲                                               |
| 3月11日  | 幻想のUtopia/安寧のDystopia                                                     | 天ヶ瀬冬馬（寺島拓篤）、伊集院北斗（神原大地）、都築圭（土岐隼一）、神楽麗（永野由祐）、渡辺みのり（高塚智人）、信玄誠司（増元拓也）、華村翔真（バレッタ裕）、清澄九郎（中田祐矢）、伊瀬谷四季（野上翔）、神谷幸広（狩野翔）、卯月巻緒（児玉卓也）、水嶋咲（小林大紀）、橘志狼（古畑恵介）、舞田類（榎木淳弥）、山下次郎（中島ヨシキ）、円城寺道流（濱野大輝）、兜大吾（浦尾岳大）、九十九一希（比留間俊哉）、葛之葉雨彦（笠間淳）、北村想楽（汐谷文康） | 「安寧のDystopia」                                                        | 舞台『THE IDOLM@STER SideM PASSIONABLE READING SHOW -超常事変〜対立スル正義〜-』エンディングテーマ |
| 3月29日  | THE IDOLM@STER SideM 49 ELEMENTS 10 F-LAGS                                      | F-LAGS | 「Tricolor Rendezvous」                                                   | ゲーム『アイドルマスター SideM GROWING STARS』関連曲                                               |
| 3月29日  | THE IDOLM@STER SideM 49 ELEMENTS 10 F-LAGS                                      | 兜大吾（浦尾岳大） | 「SASH OF SMILE」                                                         | ゲーム『アイドルマスター SideM GROWING STARS』関連曲                                               |
| 10月28日 | THE IDOLM@STER SideM 8th STAGE THEME SONG「Hands & Claps!」                     | 315 ALLSTARS | 「Hands & Claps!」                                                        | ライブイベント『THE IDOLM@STER SideM 8th STAGE 〜ALL H@NDS TOGETHER〜』テーマソング                |
| 10月28日 | THE IDOLM@STER SideM 8th STAGE THEME SONG「Hands & Claps!」                     | 315 STARS（フィジカルVer.） | 「Hands & Claps!」                                                        | ライブイベント『THE IDOLM@STER SideM 8th STAGE 〜ALL H@NDS TOGETHER〜』テーマソング                |
| 2024年   |                                                                                 | |                                                                           | |
| 3月27日  | THE IDOLM@STER SideM CIRCLE OF DELIGHT 07 F-LAGS                                | F-LAGS | 「Bitter Sweetアドレセンス」 「FANTASTIC DISCOTHEQUE」                    | 『アイドルマスター SideM』関連曲                                                                   |

### その他参加作品
| 発売日        | 商品名                           | 歌     | 楽曲                                    | 備考                                                    |
| ------------- | -------------------------------- | ------ | --------------------------------------- | ------------------------------------------------------- |
| 2021年1月27日 | スーパーヒーロー/きんいろのとき  | CHASCO | 「スーパーヒーロー」 「きんいろのとき」 | ラジオ『浦尾岳大と菊池勇成のちゃっと☆ま〜けっと』関連曲 |
| 2022年11月4日 | ラジ友テーマソング ぎゅってしよ! | CHASCO | 「ぎゅってしよ！」 「声はAmplifier」    | ラジオ『浦尾岳大と菊池勇成のちゃっと☆ま〜けっと』関連曲 |

### シリーズ一覧
1. ↑  中・高校生編（2018年 - 2019年）、新右衛門編（2019年）
2. ↑  壱の章（2020年 - 2021年）、弐の章（2021年 - 2022年）

### 初出話一覧
1. 1 2  第3話初出
2. 1 2  第6話初出
3. ↑  第9話初出
4. ↑  第10話初出

### ユニットメンバー
1. 1 2 3 4 5 6  秋月涼（三瓶由布子）、兜大吾（浦尾岳大）、九十九一希（徳武竜也）
2. 1 2  天ヶ瀬冬馬（寺島拓篤）、御手洗翔太（松岡禎丞）、伊集院北斗（神原大地）、天道輝（仲村宗悟）、桜庭薫（内田雄馬）、柏木翼（八代拓）、都築圭（土岐隼一）、神楽麗（永野由祐）、鷹城恭二（梅原裕一郎）、ピエール（堀江瞬）、渡辺みのり（高塚智人）、伊瀬谷四季（野上翔）、秋山隼人（千葉翔也）、若里春名（白井悠介）、冬美旬（永塚拓馬）、榊夏来（渡辺紘）、蒼井享介（山谷祥生）、蒼井悠介（菊池勇成）、硲道夫（伊東健人）、舞田類（榎木淳弥）、山下次郎（中島ヨシキ）、清澄九郎（中田祐矢）、猫柳キリオ（山下大輝）、華村翔真（バレッタ裕）、握野英雄（熊谷健太郎）、木村龍（濱健人）、信玄誠司（増元拓也）、紅井朱雀（益山武明）、黒野玄武（深町寿成）、神谷幸広（狩野翔）、東雲荘一郎（天﨑滉平）、アスラン＝ベルゼビュートII世（古川慎）、卯月巻緒（児玉卓也）、水嶋咲（小林大紀）、大河タケル（寺島惇太）、円城寺道流（濱野大輝）、牙崎漣（小松昌平）、岡村直央（矢野奨吾）、橘志狼（古畑恵介）、姫野かのん（村瀬歩）、秋月涼（三瓶由布子）、兜大吾（浦尾岳大）、九十九一希（徳武竜也）、葛之葉雨彦（笠間淳）、北村想楽（汐谷文康）、古論クリス（駒田航）
3. 1 2  天ヶ瀬冬馬（寺島拓篤）、天道輝（仲村宗悟）、渡辺みのり（高塚智人）、木村龍（濱健人）、秋山隼人（千葉翔也）、伊瀬谷四季（野上翔）、紅井朱雀（益山武明）、アスラン＝ベルゼビュートII世（古川慎）、水嶋咲（小林大紀）、橘志狼（古畑恵介）、大河タケル（寺島惇太）、円城寺道流（濱野大輝）、牙崎漣（小松昌平）、兜大吾（浦尾岳大）
4. ↑  握野英雄（熊谷健太郎）、木村龍（濱健人）、信玄誠司（増元拓也）
5. 1 2  岡村直央（矢野奨吾）、橘志狼（古畑恵介）、姫野かのん（村瀬歩）
6. 1 2  天道輝（仲村宗悟）、桜庭薫（内田雄馬）、柏木翼（八代拓）
7. ↑  天ヶ瀬冬馬（寺島拓篤）、御手洗翔太（松岡禎丞）、伊集院北斗（神原大地）
8. ↑  鷹城恭二（梅原裕一郎）、ピエール（堀江瞬）、渡辺みのり（高塚智人）
9. ↑  伊瀬谷四季（野上翔）、秋山隼人（千葉翔也）、若里春名（白井悠介）、冬美旬（永塚拓馬）、榊夏来（渡辺紘）
10. ↑  神谷幸広（狩野翔）、東雲荘一郎（天﨑滉平）、アスラン＝ベルゼビュートII世（古川慎）、卯月巻緒（児玉卓也）、水嶋咲（小林大紀）
11. ↑  紅井朱雀（益山武明）、黒野玄武（深町寿成）
12. 1 2 3 4 5 6 7 8  秋月涼（三瓶由布子）、兜大吾（浦尾岳大）、九十九一希（比留間俊哉）
13. ↑  天ヶ瀬冬馬（寺島拓篤）、御手洗翔太（松岡禎丞）、伊集院北斗（神原大地）、天道輝（仲村宗悟）、桜庭薫（内田雄馬）、柏木翼（八代拓）、都築圭（土岐隼一）、神楽麗（永野由祐）、鷹城恭二（梅原裕一郎）、ピエール（堀江瞬）、渡辺みのり（高塚智人）、伊瀬谷四季（野上翔）、秋山隼人（千葉翔也）、若里春名（白井悠介）、冬美旬（永塚拓馬）、榊夏来（渡辺紘）、蒼井享介（山谷祥生）、蒼井悠介（菊池勇成）、硲道夫（伊東健人）、舞田類（榎木淳弥）、山下次郎（中島ヨシキ）、清澄九郎（中田祐矢）、猫柳キリオ（山下大輝）、華村翔真（バレッタ裕）、握野英雄（熊谷健太郎）、木村龍（濱健人）、信玄誠司（増元拓也）、紅井朱雀（益山武明）、黒野玄武（深町寿成）、神谷幸広（狩野翔）、東雲荘一郎（天﨑滉平）、アスラン＝ベルゼビュートII世（古川慎）、卯月巻緒（児玉卓也）、水嶋咲（小林大紀）、大河タケル（寺島惇太）、円城寺道流（濱野大輝）、牙崎漣（小松昌平）、岡村直央（矢野奨吾）、橘志狼（古畑恵介）、姫野かのん（村瀬歩）、秋月涼（三瓶由布子）、兜大吾（浦尾岳大）、九十九一希（比留間俊哉）、葛之葉雨彦（笠間淳）、北村想楽（汐谷文康）、古論クリス（駒田航）
14. 1 2 3  天ヶ瀬冬馬（寺島拓篤）、御手洗翔太（松岡禎丞）、伊集院北斗（神原大地）、天道輝（仲村宗悟）、桜庭薫（内田雄馬）、柏木翼（八代拓）、都築圭（土岐隼一）、神楽麗（永野由祐）、鷹城恭二（梅原裕一郎）、ピエール（堀江瞬）、渡辺みのり（高塚智人）、伊瀬谷四季（野上翔）、秋山隼人（千葉翔也）、若里春名（白井悠介）、冬美旬（永塚拓馬）、榊夏来（渡辺紘）、蒼井享介（山谷祥生）、蒼井悠介（菊池勇成）、硲道夫（伊東健人）、舞田類（榎木淳弥）、山下次郎（中島ヨシキ）、清澄九郎（中田祐矢）、猫柳キリオ（山下大輝）、華村翔真（バレッタ裕）、握野英雄（熊谷健太郎）、木村龍（濱健人）、信玄誠司（増元拓也）、紅井朱雀（益山武明）、黒野玄武（深町寿成）、神谷幸広（狩野翔）、東雲荘一郎（天﨑滉平）、アスラン＝ベルゼビュートII世（古川慎）、卯月巻緒（児玉卓也）、水嶋咲（小林大紀）、大河タケル（寺島惇太）、円城寺道流（濱野大輝）、牙崎漣（小松昌平）、岡村直央（矢野奨吾）、橘志狼（古畑恵介）、姫野かのん（村瀬歩）、秋月涼（三瓶由布子）、兜大吾（浦尾岳大）、九十九一希（比留間俊哉）、葛之葉雨彦（笠間淳）、北村想楽（汐谷文康）、古論クリス（駒田航）、天峰秀（伊瀬結陸）、花園百々人（宮﨑雅也）、眉見鋭心（大塚剛央）
15. 1 2  天ヶ瀬冬馬（寺島拓篤）、天道輝（仲村宗悟）、渡辺みのり（高塚智人）、木村龍（濱健人）、秋山隼人（千葉翔也）、伊瀬谷四季（野上翔）、紅井朱雀（益山武明）、アスラン＝ベルゼビュートII世（古川慎）、水嶋咲（小林大紀）、橘志狼（古畑恵介）、大河タケル（寺島惇太）、円城寺道流（濱野大輝）、牙崎漣（小松昌平）、兜大吾（浦尾岳大）、眉見鋭心（大塚剛央）
16. ↑  浦尾岳大、菊池勇成